# Sumio Iijima
Sumio Iijima (japonès: 飯島 澄男, Iijima Sumio) (Saitama, Japó, 1939) és un físic i professor universitari japonès especialista en materials avançats i nanotecnologia.

## Biografia
Va néixer el 2 de maig de 1939 a la ciutat de Saitama, capital de la prefectura del mateix nom de l'illa de Honshū. Va estudiar a la Universitat d'Electrocumicacions de Tòquio, on es va llicenciar el 1963. L'any 1968 es doctorà en física de l'estat sòlid per la Universitat de Tohoku de Sendai.
Interessat en la docència, des de 1999 és professor de la Universitat Meijo, director del Centre d'Investigació per a l'Avanç dels Materials de Carbó de l'Institut Nacional de Ciència Industrial Avançada i Tecnologia del Japó i degà de l'Institut Avançat de Nanotecnologia de la Universitat de Sungkyunkwan a Seül (Corea del Sud).

## Recerca científica
Entre 1970 i 1982 es va ocupar de la investigació amb materials cristal·lins i d'alta resolució en microscopia electrònica de la Universitat Estatal d'Arizona als Estats Units d'Amèrica. Així mateix, l'any 1979 va realitzar diverses estudis a la Universitat de Cambridge al voltant del carboni.
Després d'un període de treball en la Corporació de Desenvolupament i Recerca del Japó, l'any 1987 passà a treballar a la NEC Corporation, on l'any 1991 descobrí els nanotubs de carboni.
Guardonat amb el Premi de la Societat Japonesa de Física Aplicada (2002), la Medalla Benjamin Franklin de Física (2002) i el Premi Balzan (2007), el juny de 2008 ha estat guardonat amb el Premi Príncep d'Astúries d'Investigació Científica i Tècnica, juntament amb Shūji Nakamura, Robert Langer, George Whitesides i Tobin Marks, pels seus treballs al voltant de la nanotecnologia.